# Le regole dell'attrazione (film)
Le regole dell'attrazione (The Rules of Attraction) è un film del 2002 diretto da Roger Avary, tratto dall'omonimo romanzo di Bret Easton Ellis.
Il film si può considerare uno spin-off di American Psycho (anch'esso tratto da un romanzo di Ellis).  Tra i due film, infatti, vi è un filo conduttore costituito dalla presenza di due personaggi imparentati: Sean Bateman, protagonista del presente film, e suo fratello maggiore Patrick Bateman, protagonista del summenzionato American Psycho (lo stesso Patrick compare, seppur interpretato da un altro attore, in una scena tagliata del film).

## Trama
New Hampshire, 2001. Lauren Hynde perde la verginità con uno sconosciuto durante una festa, e viene ripresa da uno studente di cinema che ne approfitta per girare un filmato amatoriale pornografico. La stessa sera Paul Denton offre dell'ecstasy a Handsome Dunce, un ragazzo conosciuto alla festa che tenta inutilmente di sedurre, ma viene bruscamente respinto. Sean Bateman si aggira per la stessa festa con il viso pesto, strappa delle lettere viola e si avvicina ad una bionda del primo anno, che pochi minuti dopo è nella sua stanza, commossa da un paio di canzoni strimpellate alla chitarra. In breve, si trovano ad avere un rapporto sessuale.
Sean e Paul si incontrano al The End of the World Party, dove Paul riesce a farsi strappare un appuntamento con lui. La mattina seguente, un sabato, fra i corridoi deserti del campus, sono Sean e Lauren a stabilire un contatto: entrambi sono diretti a un seminario che è stato cancellato e Sean si convince che sia lei la misteriosa ragazza delle lettere viola. Paul manca alla cena promessa a Sean ma lo incontra a un'altra festa, così lo invita a fumare in camera sua, dove finisce per masturbarsi sotto un cuscino, mentre immagina di baciarlo. Alla stessa festa Lauren arriva, sperando d'incontrare Sean, ma la sua compagna di stanza l'avverte di averlo visto allontanarsi con Paul, così si fa avvicinare da un professore, che la porta nel suo studio per una fellatio.
Mentre Paul è costretto a raggiungere la madre per una cena, Sean tenta ancora d'incontrare Lauren, ma finisce a letto con la sua compagna di stanza e viene scoperto; a questo punto, Lauren non ha più intenzione di rivederlo. Ma lei non è la sola a soffrire: scopriamo infatti l'identità della misteriosa autrice delle lettere viola, una ragazza che lavora in mensa e che, non essendo corrisposta da Sean si taglia le vene. È la stessa Lauren a trovare il suo corpo senza vita. Intanto torna a casa il grande amore di Lauren, Victor Johnson (che nella linea narrativa dei romanzi in realtà è Victor Ward, poi protagonista di Glamorama), che ha trascorso l'ultimo anno viaggiando in lungo e in largo per l'Europa. Lauren pare ritrovare il sorriso e dà il suo definitivo addio a Sean, il quale la piange sotto la neve e dà a sua volta il benservito a Paul. Lauren stessa rimane delusa quando scopre che Victor non si ricorda più di lei. Nel frattempo, Rupert Guest arriva al campus e pesta a sangue Sean, per il debito irrisolto.

## Riconoscimenti
- 2003 - Golden Trailer Awards

## Curiosità
- Le scene relative al The End of the World Party vennero girate l'11 settembre 2001.
- La radio con cui si sveglia Sean la mattina in cui incontra Lauren è la WTNA e i DJ sono "Tom" ed "Andy", esattamente come i supervisori al sonoro per il film sono Tom Hajdu ed Andy Milburn (spesso accreditati come Tomandandy). I due sono anche citati durante il The End of the World Party, al quale Candace indossa una maglietta con il loro nome.
- I titoli di coda del film scorrono al contrario, con riferimento alle prime scene del film, in cui il regista fa un largo uso delle immagini al contrario, con tanto di audio. La tecnica viene utilizzata nel film per legare le vicende dei tre protagonisti durante il The End of the World Party.
- Eric Szmanda è lo studente di cinema che filma Lauren che, in stato di semi coscienza, viene violentata durante la festa.
- A dispetto del romanzo, ambientato intorno alla metà degli anni ottanta, il film si svolge invece nei primi anni duemila; lo si evince dal poster del gruppo rock Chimaira, visibile nella camera di Marc, che pubblicò il suo primo album proprio nel 2000.